# Малкога лусонська
Малко́га лусонська (Dasylophus cumingi) — вид зозулеподібних птахів родини зозулевих (Cuculidae). Ендемік Філіппін. Вид названий на честь англійського натураліста і колекціонера Г'ю Камінґа..

## Опис

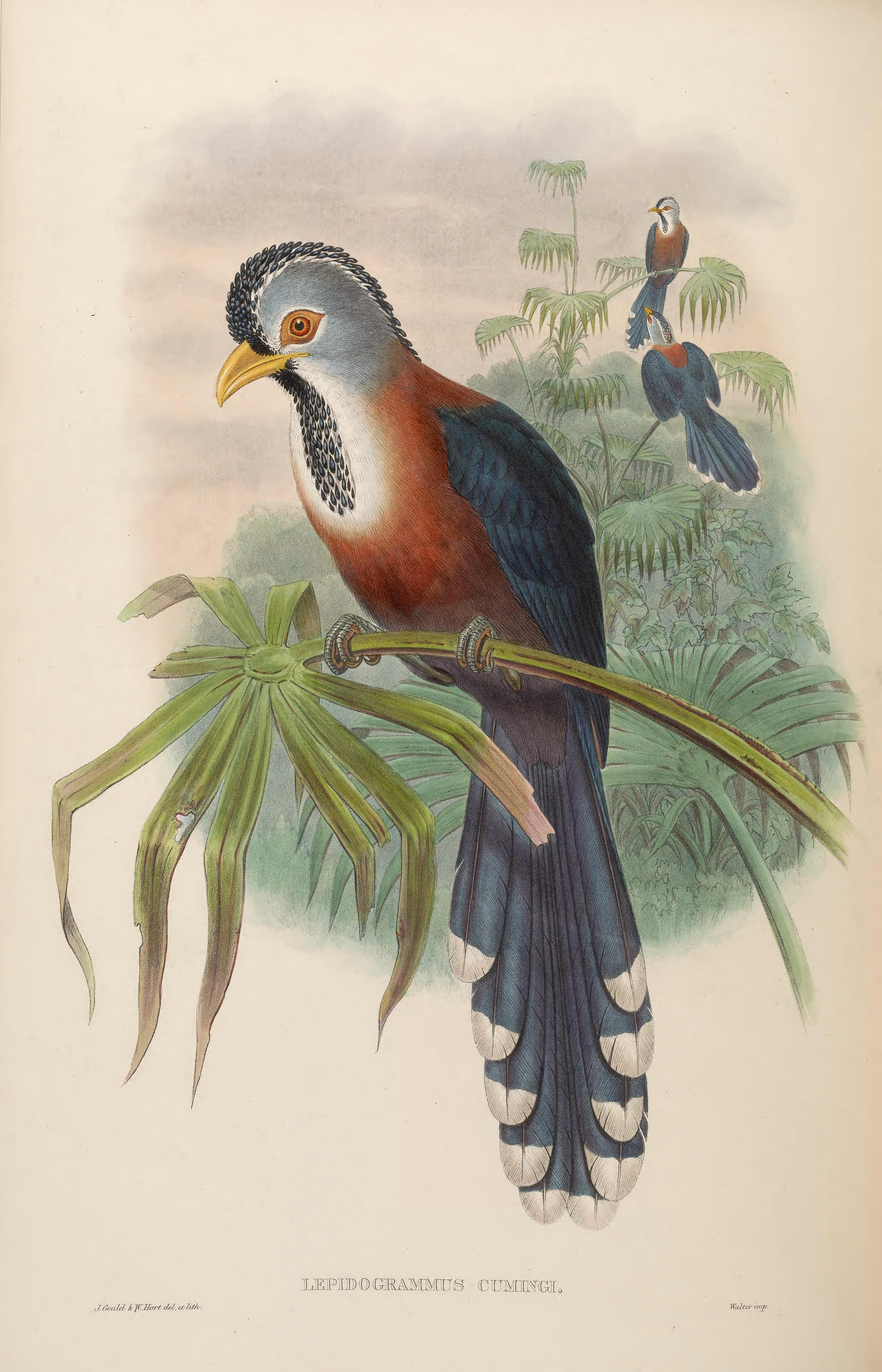
Лусонська малкога

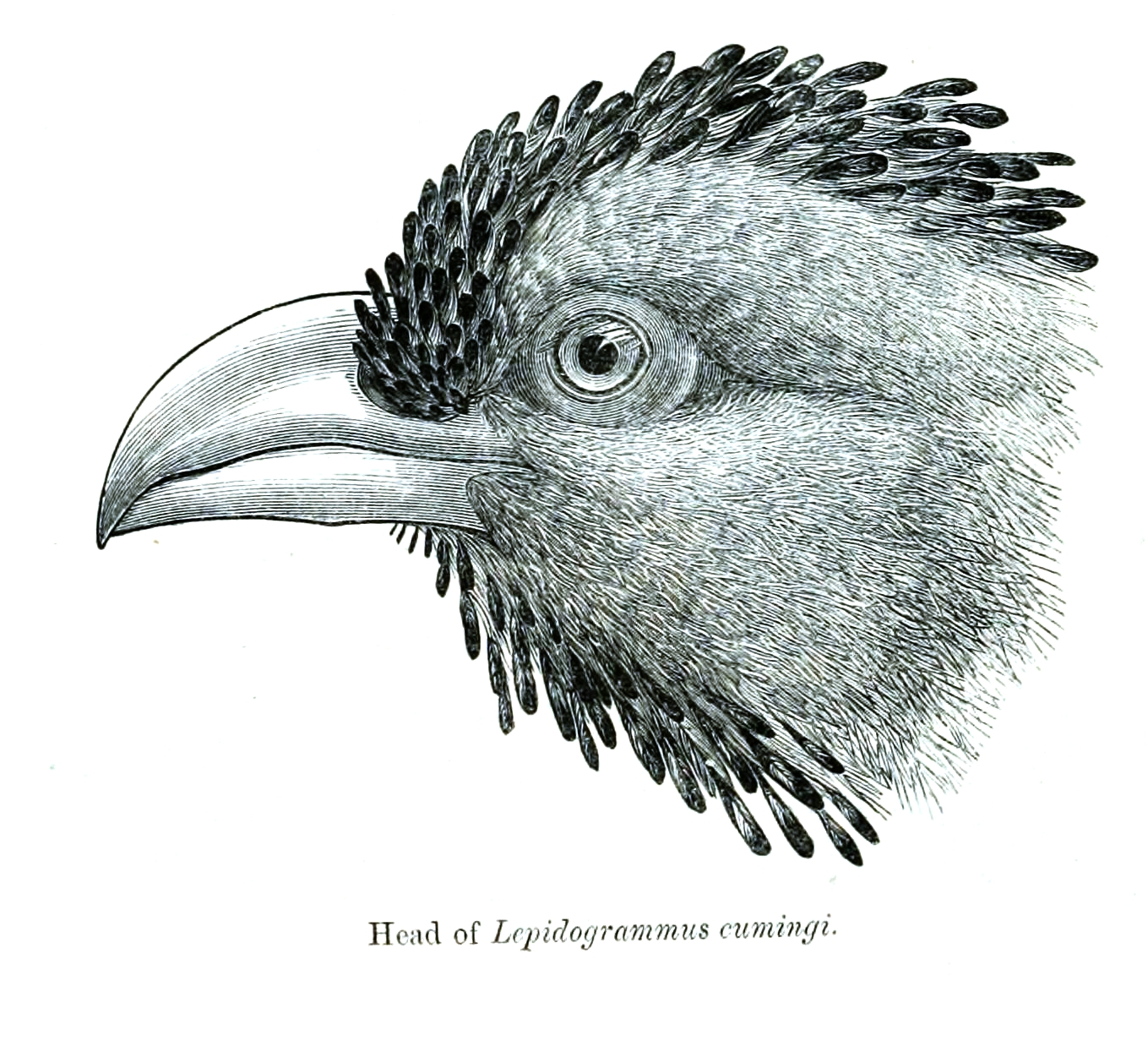
Малюнок голови птаха

Довжина птаха становить 42 см, розмах крил у самців становить 150-169 мм, у самиць 145–168 мм, самці важать 148,5-205 г, самиці 121-195 г. Довжина хвоста у самців становить 220-247 мм, у самиць 220-245 мм, довжина дзьоба 30,5-41 мм, довжина цівки у самців становить 30,5-42 мм, у самиць 34-39,5 мм. 
Голова, шия і горло білуваті. Від лоба через дзьоб до верхньої частини грудей іде чорна смуга, сформована пласкими, лускоподібними, блискучими, синювато-чорними перами. Спина темно-коричнева, крила і надхвістя мають темно-зелений або синій відблиск. Хвіст східчастний, широкі стернові пера мають білі кінчики. Груди каштанові, живіть тьмяно-чорний. Райдужки червоні, навколо очей плями голої червоної шкіри, поцяткована дрібними шкіряними виростами. Дзьоб жовтувато-кремовий або коричнюватий, лапи сірі.
Молоді птахи мають переважно темно-рудувато-коричневе забарвлення, шия руда, нижня частина спини і надхвістя мають синьо-зелений відблиск, хвіст сірувато-чорний, стернові пера мають широкі білі кінчики. Райдужки темно-карі. Лускоподібні пера на голові у молодих птахів формуються ще тоді, коли хвіст у них короткий.

## Поширення і екологія
Лусонські малкоги мешкають на островах Лусон, Маріндук і Катандуанес на півночі Філіппінського архіпелага. Вони живуть у вологих рівнинних і гірських тропічних лісах, в соснових лісах, зазвичай в кронах дерев, однак іноді і в чагарниковому підліску біля струмків. Зустрічаються поодинці або невеликими зграйками, на висоті до 2000 м над рівнем моря. Часто приєднуються до змішаних зграй птахів. Лусонські малкоги погано літають, однак швидко і спритно скачуть по гілках, подібно до великої білки.
Лусонські малкоги живляться переважно комахами, зокрема гусінню довжиною до 110 мм, багатоніжками, равликами, дощовими черв'яками, а також дрібними зміями і ящірками. Вони шукають їжу в кронах дерев і серед ліан. Сезон розмноження у них, ймовірно, триває з березня по травень. В кладці 2-3 яйця, інкубаційний період триває 22 дні.